# Johann Gerhardt Röben

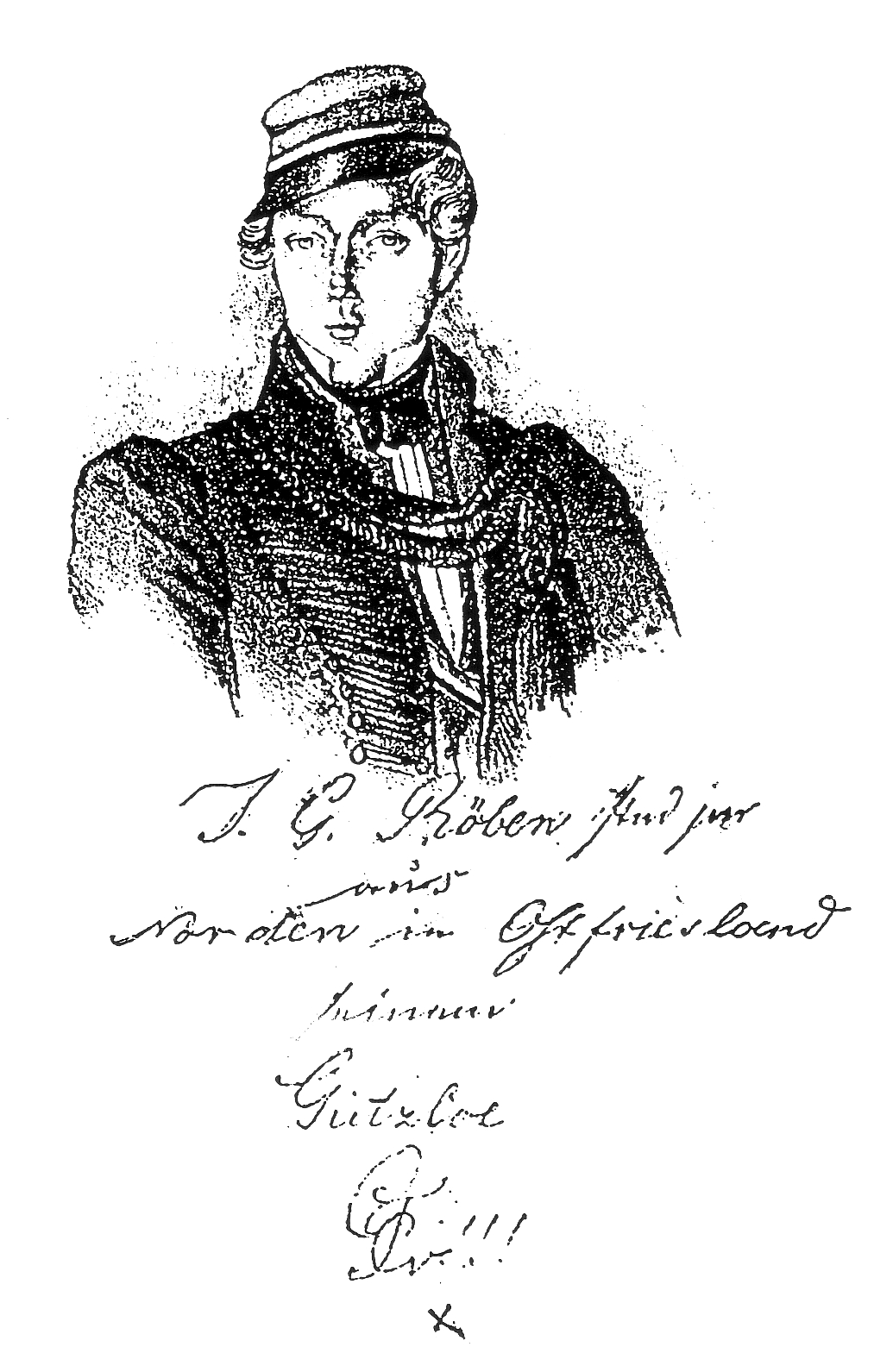
Röben als Student in Göttingen

Johann Röben (* 27. August 1812 in Norden (Ostfriesland); † 24. Februar 1881 in Dornum, Ostfriesland) war ein deutscher Richter. Vor und nach der Deutschen Reichsgründung war er Mitglied des Reichstages.

## Leben
Röben besuchte die Progymnasium Norden und das Gymnasium Holzminden. Anschließend begann er an der Rheinischen Friedrich-Wilhelms-Universität Bonn Rechtswissenschaft zu studieren. 1832 wurde er im Corps Guestphalia Bonn aktiv. Er wechselte an die  Georg-August-Universität Göttingen, wo er sich 1834 auch den Corps Friso-Oldenburgia und Guestphalia anschloss. 1836 wurde er Amtsauditor in Norden, 1840 Kandidat der Advokatur, 1847 Advokat in Dornum und Norden, ab 1850 zugleich Senator in Norden. Seit 1852 dort Amtsrichter, wurde er 1860 nach Aurich versetzt.

## Parlamentarier
1848 wurde er in die Frankfurter Nationalversammlung gewählt, der er bis zur Übersiedlung nach Stuttgart angehörte. Er war erst im Casino (Fraktion), dann im Club Landsberg. Als Mitglied des Marine-Ausschusses war er Berichterstatter über die deutsche Kriegs- und Handelsflagge. Von 1849 bis 1855 war er Mitglied der 2. Kammer der Ständeversammlung des Königreichs Hannover und 1850–1853 Mitglied der ostfriesischen Provinzial-Landschaft.
Von 1867 bis 1871 saß er im Reichstag (Norddeutscher Bund) und von 1871 bis 1874 im Reichstag (Deutsches Kaiserreich), wo er für die Nationalliberale Partei den Reichstagswahlkreis Provinz Hannover 2 (Esens–Aurich) vertrat. Von 1878 bis 1879 saß er als Abgeordneter des Wahlkreises Hannover 1 (Aurich) im Preußischen Abgeordnetenhaus, wo er ebenfalls der Fraktion der Nationalliberalen Partei angehörte.